# فرودگاه شهری تامب استون
فرودگاه شهری تامب استون (به انگلیسی: Tombstone Municipal Airport) یک فرودگاه همگانی است که یک باند فرود آسفالت دارد و طول باند آن ۱۳۵۰ متر است. این فرودگاه در کشور ایالات متحده آمریکا قرار دارد و در ارتفاع ۱۴۴۷ متری از سطح دریا واقع شده‌است.